# Jean Boinvilliers
Pour les articles homonymes, voir Boinvilliers (homonymie).
Jean Boinvilliers est un homme politique et directeur de journal français, né le 16 juillet 1921 à Paris, mort le 11 mars 1994 à Boulogne-Billancourt (Hauts-de-Seine)

## Biographie
Jean Boinvilliers est élu député le 30 novembre 1958, dans la deuxième circonscription du Cher. Il est réélu jusqu'en 1981, où il est battu par le candidat socialiste Jean Rousseau. Gaulliste, il est membre du Rassemblement pour la République et des mouvements politiques qui l'ont précédé. Il fut également maire de Brinon-sur-Sauldre (1959-1994) et conseiller général du Cher élu du canton d'Argent-sur-Sauldre (1984-1992). En 1981, il est directeur de campagne de Michel Debré, candidat à l'élection présidentielle. 
Résistant dès 1940 pendant la Seconde Guerre mondiale, engagé volontaire dans les Forces Françaises Libres, Jean Boinvilliers est diplômé de l'université américaine de Pittsburgh et licencié de la Faculté des Lettres de Paris. Il a mené une carrière professionnelle dans le secteur de la publicité et des médias (secrétaire général du mensuel Réalités). Il consacrera également une partie de sa carrière politique à ce secteur, d'abord en tant que chargé de mission au sein du cabinet du ministre de l'information Jacques Soustelle, puis en présidant la commission parlementaire consultative de l'ORTF, en siégeant au Haut Conseil de l'audiovisuel ou encore en présidant de 1974 à 1981 la délégation parlementaire pour la radiodiffusion et la télévision.

### Mandats
- 1958-1981 : député de la deuxième circonscription du Cher
- 1959-1994 : maire de Brinon-sur-Sauldre
- 1984-1992 : conseiller général du Cher (canton d'Argent-sur-Sauldre)